# Жереб'ї (Горайська волость)
Жереб'ї (рос. Жеребьи) — присілок в Островському районі Псковської області Російської Федерації.
Населення становить 4 особи. Входить до складу муніципального утворення Горайська волость.

## Історія
Від 2015 року входить до складу муніципального утворення Горайська волость.

## Населення
1. Н/Д[2]